# Pietro Giovanni Guarneri
Pietro Giovanni Guarneri (1655-1720), también conocido como Pietro da Mantua o Petrus Guarnerius Mantovanensis, fue un fabricante de violines de la familia Guarneri que también actuó como músico profesional. Actualmente sus instrumentos son muy apreciados, aunque son bastante raros y los tocan grandes músicos como Joseph Szigeti.

## Biografía
Pietro Guarneri fue el hijo mayor del maestro luthier Andrea Guarneri y de Anna Maria di Orcelli, nacido en Cremona, Italia el 18 de febrero de 1655. Aunque se desconoce la fecha exacta en que comenzó a trabajar en el taller de su padre, los expertos han encontrado rastros de su mano a partir de 1670, en instrumentos etiquetados como de su padre Andrea Guarneri. Su trabajo se aprecia en muchos instrumentos entre 1670 y 1678, y algunos parecen ser totalmente suyos aunque, a diferencia de su hermano menor Giuseppe <i id="mwEg">filius Andrea</i> Guarneri, nunca usó su propia etiqueta mientras trabajaba con su padre. Sus primeros trabajos muestran no solo una habilidad y destreza prometedoras, sino también una marcada tendencia a expresar su propia personalidad y seguir sus propias ideas. Rápidamente desarrolló su propio estilo, notable en sus distintivos agujeros en F, sus esquinas precisas y filetes, y un arco más completo que el que usaba su padre. La evidencia del testamento de su padre indica que padre e hijo no trabajaron juntos en armonía en el taller familiar, y Pietro abandonó Cremona por completo en 1679 y finalmente se estableció en Mantua.
En 1677, Pietro se casó con Caterina Sassagni y tuvieron un hijo al año siguiente. En 1694, aparece en el censo de Mantua casado esta vez con Lucia Guidi de la que tuvo cinco hijos, ninguno de los cuales siguió a su padre en la fabricación de violines.
Pero mientras estuvo en Cremona, la fabricación de violines no fue su único interés. También actuó como violinista, viola y violonchelista. En 1685, ya había logrado suficiente prestigio como para actuar para el duque de Mantua como solista de violín y tocar la viola en la Orquesta de la Corte de Mantua. Su maestría musical es única entre los grandes lutiers italianos del período clásico. Es el único que dejó algún registro de habilidad musical, y ciertamente el único que se dedicó tanto a la fabricación de violines como a la interpretación profesional. También parece ser el primer fabricante de violines conocido en la ciudad de Mantua, aunque sin duda hubo en ella muchos fabricantes de violas y laúdes. La ciudad ya era famosa por su música, siendo el hogar del gran compositor Monteverdi y del duque Vincenzo I de Gonzaga, compositor y mecenas de las artes. Su actuación resultó en la fabricación de pocos instrumentos. Hoy se cree que no existen más de cincuenta de sus violines, y no se conocen violas ni violoncelos.*

### Nota
* Aunque William Henry Hill afirma que no hay violonchelos de Pietro Guarneri en su libro de 1931 The Violin Makers of the Guarneri Family: Their Life and Work, en 1951 Emil Herrmann, una autoridad respetada en instrumentos de cuerda, certificó un 'violonchelo que estaba etiquetado y había sido previamente atribuido a Andrea Guarneri como hecho por su hijo Pietro.

## Instrumentos
Pietro heredó de su padre los conceptos básicos de la forma creada por el gran Amati y el concepto de violín, pero su estilo se desarrolló rápidamente como propio. Su mano de obra era mucho más fina y más controlada que la de su padre, y sus instrumentos demuestran una armonía de elementos rara vez igualada por su padre, lo que indica un ojo superior para la forma. El instrumento más antiguo que exhibe la etiqueta personal de Pietro data de 1685 y se fabricó en Mantua. Las curvas de este instrumento son ligeramente rígidas y alargadas como de un Stradivarius. En general, los instrumentos de Pietro eran largos, y tendían a ser de un patrón angosto. Las esquinas y los bordes eran ligeros, delicados y profundamente estriados. Sus agujeros en forma de F se basaron en una plantilla de Amati, pero los agujeros superior e inferior eran más grandes que los de cualquier Amati, y las muescas eran más profundas.
Incluso antes de dejar el taller de su padre, Pietro experimentó con la ornamentación de sus instrumentos, posiblemente para aumentar su valor. A veces añadía flores de lis en las esquinas y otras veces añadía una segunda línea de filetes. Sin embargo, sus intentos de embellecimiento siempre se quedaron cortos respecto a los que probablemente estaba copiando de Nicolò Amati y Antonio Stradivari.
Desde 1700 en adelante, abandonó la delicadeza de Amati de su obra anterior y adoptó un estilo más grande y masculino. Su modelo siguió siendo básicamente el mismo, aunque con un mayor ancho y bordes agrandados. Sus volutas masivas son especialmente distintivas en este período, con la vuelta intermedia de la voluta dejada tan alta que los ojos parecen empequeñecidos.
A lo largo de su carrera, Pietro Guarneri fue muy meticuloso en la elección de la madera. No aceptó compromisos, y el origen de su arce es a menudo extranjero y de apariencia excepcional. Su barniz, igualmente, era de primera calidad, variando en color desde el marrón dorado hasta el naranja y el rojo brillante.